# Kahndaq
Il Kahndaq è una nazione immaginaria del Medio Oriente nell'Universo DC. La sua locazione nel mondo reale si troverebbe nel continente Africano, tra l'Egitto ed Israele. JSA n. 56 afferma che si trova sulla parte superiore della penisola del Sinai.
La bandiera della nazione consiste di tre linee orizzontali, strisce nere e bianche combinate con tre piramidi dorate, ognuna rappresentate un membro deceduto della Famiglia di Adam.

## Storia
Come rivelato nei fumetti della Justice Society of America, il Kahndaq è la casa dell'anti-eroe Black Adam, che servì come supereroe magicamente potenziato dell'Egitto oltre 3600 anni fa. Nel 1600 a.C. il Kahndaq fu bruciato fino alle fondamenta dal super criminale Ahk-Ton; la moglie ed il figlio di Adam furono uccisi durante questo attacco. La perdita della sua famiglia infine lo portò alla misura estrema di protezione del Kahndaq. Questo portò il Mago Shazam a togliere i poteri al suo campione e a bandirlo ai margini dell'universo per secoli.
Di recente, il paese fu governato da un dittatore stile Saddam Hussein di nome Asim Muhunad. Muhunad fu deposto da Black Adam e da un gruppo di ex membri della Justice Society, e la sua esecuzione fu eseguita da Atom Smasher. Quindi, Adam si proclamò governatore del Kahndaq. Kahndaq fu pesantemente danneggiatapoco dopo dallo Spettro, durante la storia di Day of Vengeance. Dopo questo attacco, Black Adam si unì alla Società segreta dei supercriminali di Lex Luthor, poiché sentì che poteva essere d'aiuto al Kahndaq.
Dopo gli eventi di Crisi infinita, Black Adam si ridedicò alla protezione del Kahndaq. Istituì molte leggi draconiane, incluse esecuzioni pubbliche ogni mercoledì (che eseguiva lui stesso). Il Kahndaq divenne anche una nazione firmataria del Trattato della Libertà di Potere, che escluse i metaumani stranieri dall'operare all'interno dei confini del paese. Altri firmatari del Trattato furono la Cina, il Nord Corea e il Myanmar.
Le dure leggi di Black Adam furono limitate dopo il suo incontro con Adrianna Tomaz, una giovane donna che gli fu presentata dall'Intergang come mezzo di suggestione perché permettesse loro di utilizzare il Kahndaq come base per le loro attività criminali. Adam ed Adrianna si innamorarono, ed Adam condivise i suoi poteri con lei, trasformandola nella super umana Isis. Dopo che Adam ed Adrianna si sposarono, trovarono il fratello perduto di Adrianna, Amon, e anche lui fu trasformato da Adam nel super potente Osiris. Il trio si impegnò per trasformare il Kahndaq in un paradiso terrestre. Il loro piano fu di breve durata, dato che il Kahndaq fu attaccato dai Quattro Cavalieri, un quartetto di esseri potenziati artificialmente nel vicino paese di Bialya. Osiride fu mangiato dall'alligatore umanoide Sobek, che era in realtà il Cavaliere noto come Fame, mentre Isis morì dopo che il Kahndaq fu degradato da una pioggia acida inviata da Pestilenza. Con il suo ultimo respiro, Isis disse ad Adam che i suoi metodi sono solo un modo di proteggere il Kahndaq, e gli chiese di vendicarla. Affranto e arrabbiato, Adam attaccò il Bialya, uccidendo quasi tutti gli abitanti, per poi dirigersi verso la Cina per attaccarla. Dopo una feroce battaglia con un'armata di supereroi, Adam fu reso impotente dagli sforzi combinati di Capitan Marvel e Zatanna. L'umano Adam ritornò in Kahndaq per vagare per le sue strade in silenzio.